# Tory Taylor
Tory Taylor (Melbourne, 10 luglio 1997) è un giocatore di football americano australiano che milita nel ruolo di punter per i Chicago Bears della National Football League (NFL).

## Carriera universitaria
Nella sua prima stagione a Iowa nel 2020, Taylor calciò 40 punt per 1.765 yard, 20 dei quali terminarono nelle 20 yard avversarie. Per le sue prestazioni fu premiato come punter dell’anno della Big Ten Conference, della quale fu anche inserito nella formazione ideale. Nel 2021 calciò 80 punt per 3.688 yard, 38 dei quali nelle 20 yard avversarie. Nel primo turno della stagione 2022, Taylor calciò 10 punt per 479 yard, con 7 punt nelle 20 yard avversarie, contribuendo alla vittoria su South Dakota State. Per questa prestazione fu premiato come miglior giocatore degli special team della Big Ten della settimana. La settimana successiva calciò 6 punt per 304 yard nella sconfitta con Iowa State. Chiuse l’annata con 82 punt per 3.725 yard, con 38 punt nelle 20 yard avversarie. A fine anno fu inserito nella prima formazione ideale della Big Ten dai media e nella terza dagli allenatori. La FWAA lo premiò inoltre come All-American.
Nella settimana 6 della stagione 2023, Taylor calciò 6 punt per 284 yards nella vittoria su Purdue 20-14, venendo premiato come giocatore degli special team della settimana della Big Ten. Nel turno successive calciò 9 volte per 446 yard nella vittoria su Wisconsin. Per questa prestazione fu nuovamente premiato come giocatore degli special team della settimana. Il 1º gennaio 2024 Taylor batté il record NCAA per yard guadagnate su punt in una stagione, con 4.479 yard. Il precedente primate di 4.138, era stato stabilito 85 anni prima da John Fingel. A fine stagione fu premiato unanimemente come All-American, vinse il Ray Guy Award e per la seconda volta fu il punter dell’anno della Big Ten. La sua carriera nel college football si chiuse con una media di 46,3 yard per punt, un altro record NCAA (minimo 250 punt calciati).

## Carriera professionistica

### Chicago Bears
Taylor fu scelto nel corso del quarto giro (121º assoluto) del Draft NFL 2024 dai Chicago Bears. Nel quarto turno fu premiato come miglior giocatore degli special team della NFC della settimana dopo avere calciato tre dei suoi cinque punt dentro la linea delle 10 yard avversarie nella vittoria sui Los Angeles Rams. La sua prima stagione si chiuse calciando 68 punt a una media di 47,7 yard l'uno.

## Palmarès
- Giocatore degli special team della NFC della settimana: 1

4ª del 2024